# Барическая ступень
Бари́ческая ступе́нь — величина, определяющая изменение высоты в зависимости от изменения атмосферного давления. Применяется при барометрическом нивелировании и при пересчёте показаний статоскопа в разность высот.
Зависит от давления и температуры воздуха.
Наглядный смысл барической ступени — высота, на которую надо подняться, чтобы давление понизилось на 1 гПа.
Разговорный (не вполне корректный) вариант термина — барометрическая ступень.

## Применение
Имеет место формула, являющаяся линеаризацией барометрической формулы Бабине:
{\displaystyle \Delta h=-Q(p,T)\,\Delta p,}
где
- {\displaystyle \Delta h} — изменение высоты {\displaystyle h}, метры
- {\displaystyle \Delta p} — изменение давления, кПа
- {\displaystyle Q(p,T)} — значение барической ступени, м/кПа
- {\displaystyle T} — температура, градусы Цельсия
- {\displaystyle p} — давление, кПа в месте измерения

Формула практически точна при небольших (десятки метров) изменениях высоты.

## Вычисление барической ступени
{\displaystyle Q(p,T)={\frac {8000}{p}}(1+0{,}00367\,T)}
(смысл и размерности величин см выше, давление "p" в данной формуле - гПа, или мбар, температура "Т" в °C, результат - метры).
Так, для стандартной атмосферы на уровне моря при Т=15 °C, давлении 1013,25 гПа, барическая ступень равна 8000/1013,25 * (1+0,00367*15) = 8,33 м, или 27,3 фут
Поскольку мм.рт.ст., являющаяся внесистемной единицей измерения давления, пропорционально связана с единицей измерений гПа (Па), через коэффициент 1,333, в формулу барической ступени можно также применять давление "p" в мм.рт.ст; результат расчета в этом случае покажет барическую ступень для мм.рт.ст, т.е. высоту, на которую нужно подняться, чтобы давление снизилось на 1 мм.рт.ст.
Так, для стандартной атмосферы на уровне моря при Т=15 °C, давлении 760 мм.рт.ст, барическая ступень равна 8000/760 * (1+0,00367*15) = 11,11 м, или 36,43 фут
Таблица величины барической ступени (м/гПа) для некоторых значений давления и температуры

## Пример
При переносе барометра с уровня моря на холм давление уменьшилось на 2 мм.рт.ст. Температура комнатная. Какова высота холма?
1 мм.рт.ст = 101,325/760 мм = 0.13332 кПа.
Положим, что давление на уровне моря равно стандартному:
{\displaystyle p=101,325{\text{ кПа.}}}
Приращение давления:
{\displaystyle \Delta p=-2{\text{ мм.рт.ст.}}=-2\cdot 0,13332{\text{ кПа/мм.рт.ст}}=-0,26664{\text{ кПа}}.}
Из формулы: {\displaystyle Q=84,7{\text{ м/кПа (или 11,29 метра на 1 мм.рт.ст).}}}
Изменение высоты (высота холма) {\displaystyle \Delta h=84,7\cdot 0,26664=22,59\cong 22,6{\text{ метра}}.}
Разницу можно вычислить также по барометрической формуле
{\displaystyle \Delta h=18400\cdot (1+a\cdot t)\lg({\frac {p1}{p2}})} (в метрах),
где {\displaystyle t}— средняя температура слоя воздуха между точками измерения в градусах, {\displaystyle a} — температурный коэффициент объёмного расширения воздуха 0.00366. Или 
{\displaystyle 18400\cdot (1+0,00366\cdot 20)*\lg(760/(760-2{\text{ мм}}))=22,60{\text{ метра}}.}